# Kalophrynus tiomanensis
Kalophrynus tiomanensis es una especie de anfibio anuro de la familia Microhylidae.

## Distribución geográfica
Esta especie es endémica de la isla Tioman en el estado de Pahang, Malasia.

## Descripción
Kalophrynus tiomanensis mide de 21.4 a 26.3 mm.

## Etimología
El nombre de su especie, compuesto por tioman y el sufijo latín -ensis, significa "que vive, que habita", y le fue dado en referencia al lugar de su descubrimiento, la isla de Tioman.

## Publicación original
- Chan, Grismer & Grismer, 2011 : A new insular, endemic frog of the genus Kalophrynus Tschudi, 1838 (Anura:Microhylidae) from Tioman Island, Pahang, Peninsular Malaysia. Zootaxa, n.º 3123, p. 60–68[3]